# Абди Ипекчи Арена
«Абди́ Ипекчи́ Аре́на» (тур. Abdi İpekçi Arena) — бывшая крытая мультифункциональная спортивная арена в Стамбуле.
Арена открыта в 1986 году после многих лет строительства в районе Зейтынбурну близ Константинопольской стены и названа в честь Абди Ипекчи, редактора газеты «Миллиет».
Вместимость зала — 12500 зрителей, рядом расположена стоянка приблизительно на 1,5 тысячи машин. Обычно арена служила домашней площадкой для баскетбольных клубов Фенербахче-Улкер и Галатасарай Кафе Краун, а также женской команды «Галатасарая», однако, на ней проходили и другие события.
Важнейшие спортивные события на Абди Ипекчи Арена:
- 1992 — «Финал четырёх» баскетбольного Кубка чемпионов.
- 1995 — Финал баскетбольного Кубка Европы.
- 2001 — чемпионат Европы по баскетболу 2001 года — финальная часть.
- 2009 — чемпионат Европы по волейболу среди мужчин 2009 года.
- 2012 — «Финал восьми» женской Евролиги 2011/12.
- 2017 — чемпионат Европы по баскетболу 2017 года — финальная часть.

Кроме спортивных событий, здесь проходят и прочие мероприятия. В 2004 году на арене прошёл финал Евровидения.
Снесена в 2018 году